# The Clone - Chiave per l'immortalità
The Clone - Chiave per l'immortalità (서복?, Seo BokLR) è un film del 2021 scritto e diretto da Lee Yong-ju.

## Trama
Min Gi-heon, un ex-agente dei servizi segreti sudcoreani, viene incaricato di una particolare e riservatissima missione: eseguire il trasporto di Seo Bok verso un luogo sicuro. Contrariamente a quello che Gi-heon si sarebbe aspettato, Seo Bok non è un normale essere umano, bensì un clone che al suo interno ha una vera e propria "chiave per l'immortalità", cosa che lo aveva – e lo avrebbe – reso oggetto di studi approfonditi; il viaggio non sarà tuttavia semplice, perché non è solo l'intelligence a essere interessata al clone.

## Distribuzione
In Corea del Sud la pellicola è stata distribuita dalla CJ Entertainment a partire dal 15 aprile 2021; in Italia i diritti sono stati acquisiti dalla Eagle Pictures, mediante la propria etichetta Blue Swan, che ha effettuato la distribuzione a partire dal 20 aprile 2022.